# The Greater Love (film 1913 Dwan)
The Greater Love è un cortometraggio muto del 1913 diretto da Allan Dwan

## Produzione
Il film fu prodotto dall'American Film Manufacturing Company come Flying A.

## Distribuzione
Distribuito dalla Mutual Film, il film - un cortometraggio in una bobina - uscì nelle sale cinematografiche USA il 3 marzo 1913. Fu distribuito anche nel Regno Unito il 26 aprile 1913.